# 大卫·马汉
大卫·马汉（Template:Land-en，1938年—）是一位博茨瓦纳律师、商人和政治人物。他毕业于伦敦大学，是博茨瓦纳开办私人法律实践的首个本地人。 马汉是博茨瓦纳民主党党员，1979年至2002年任Kweneng East/Lentsweletau选区议会部长。在奎特·马西雷、费斯图斯·莫加埃总统任期内，他担任一系列部长职位，包括矿产资源和水务部部长(1994-97)、工程交通及通讯部部长(1992-94, 1998-2001)。1989年至1992年马汉还担任非洲开发银行总裁。离开政务后马汉又投身商界。 2002年出版了自传。